# 청주신흥고등학교
청주신흥고등학교(淸州新興高等學校)는 대한민국 충청북도 청주시 청원구 율량동에 위치한 사립 고등학교이다.

## 학교 연혁
- 1977년 4월 30일 : 청주신흥고등학교 설립 예비인가
- 1977년 4월 30일 : 학교법인 신흥학원 초대 이사장 민철기 선생 취임
- 1977년 12월 30일 : 청주신흥고등학교 본인가, 15학급(1학년 5학급)
- 1978년 1월 9일 : 초대 안희벽 교장 취임
- 1978년 3월 4일 : 제1회 입학식 거행(303명)
- 1978년 6월 10일 : 개교식 거행
- 1980년 11월 20일 : 한암 체육관 완공
- 1981년 2월 12일 : 제1회 졸업식 거행(287명)
- 1982년 10월 20일 : 도서관(3층) 완공(1,089m2)
- 1991년 8월 8일 : 학칙변경 인가. 각 학년 10학급 (30학급 인가)
- 1996년 3월 29일 : 제3대 이사장 민경재 선생 취임
- 2005년 11월 3일 : 우정학사(3층, 100명 수용) 완공(999m2)
- 2007년 8월 17일 : 태권도 연습실 ‘율량관’ 완공(270m2)
- 2008년 6월 10일 : 개교 30주년 및 설립자(한암 민철기 선생) 흉상 제막식
- 2008년 9월 24일 : 급식소 준공(842.45m2)
- 2013년 10월 11일 : 세미나실 신흥하랑관 준공(602.79m2)
- 2017년 7월 20일 : 한암 체육관 리모델링(3,022m2)
- 2021년 3월 1일 : 제11대 김영년 교장 취임
- 2023년 2월 8일 : 제43회 졸업식(256명) 총 19,446명
- 2024년 2월 6일 : 제44회 졸업식(247명)
- 2024년 3월 4일 : 제47회 입학식(269명)

## 참고 자료
- 청주신흥고등학교 - 한국교육학술정보원 학교알리미